# Friedrichsburg (Hessisch Oldendorf)
Koordinaten: 52° 8′ N, 9° 11′ O
Friedrichsburg ist ein Ortsteil der Ortschaft Sonnental der Gemeinde Hessisch Oldendorf in Niedersachsen. Friedrichsburg hat 123 Einwohner (Stand 30. Juni 2022) auf einer Fläche von 5,27 km².
Friedrichsburg ist eine Gründung des hessischen Landgrafen Friedrich II., der 1778 das ehemalige Kloster Egestorf (1298–1560) und die Domäne Egestorf zusammenlegte. Das Dorf liegt auf der Südweserseite eingebettet in die Wälder des Rintelner Staatsforstes und grenzt direkt das Landschaftsschutzgebietes Hessisch Oldendorfer Wesertal Süd.
Friedrichsburg besteht aus einem Unter- und einem Oberdorf. Diese sind etwa einen Kilometer voneinander entfernt.
Friedrichsburg hat eine eigene Freiwillige Feuerwehr, außerdem gibt es eine Dorfgemeinschaft und die Kyffhäuser-Kameradschaft Heßlingen-Friedrichsburg.